# Соответствие Галуа
Соответствие Галуа (связь Галуа) — теоретико-порядковое соотношение между двумя математическими структурами, более слабое, чем изоморфизм, обобщающее связь из теории Галуа между подполями расширения и упорядоченной по включению системой подгрупп соответствующей ему группы Галуа. Понятие может быть распространено на любые структуры, наделённые отношением предпорядка.
Понятие введено Гарретом Биркгофом в 1940 году, им же и Ойстином Оре в 1940-е годы установлены основные свойства. Изначальное определение — антимонотонное, впоследствии как в общей алгебре, так и в приложениях стали чаще использовать альтернативное и двойственное ему в теоретико-категорном смысле монотонное определение.
Замыкание Галуа — операция, являющаяся замыканием, образованная композицией компонент соответствия Галуа; в антимонотонном случае обе возможные композиции функций соответствия образуют замыкания, в монотонном — только одна из таких композиций.
Соответствие Галуа широко используется в приложениях, в частности, играет основополагающую роль в анализе формальных понятий (методологии анализа данных средствами теории решёток).

## Антимонотонное соответствие Галуа
Антимонотонное определение изначально дано Биркгофом и напрямую соответствует связи в теории Галуа. Согласно этому определению, соответствием Галуа называется всякая пара функций {\displaystyle \varphi :A\to B} и {\displaystyle \psi :B\to A} между частично-упорядоченными множествами {\displaystyle A} и {\displaystyle B}, удовлетворяющая следующими соотношениям:
- если {\displaystyle a\leqslant a'}, то {\displaystyle \varphi (a)\geqslant \varphi (a')} (антимонотонность {\displaystyle \varphi }),
- если {\displaystyle b\leqslant b'}, то {\displaystyle \psi (b)\geqslant \psi (b')} (антимонотонность {\displaystyle \psi }),
- {\displaystyle \psi (\varphi (a))\geqslant a} (экстенсивность {\displaystyle \psi \circ \varphi }),
- {\displaystyle \varphi (\psi (b))\geqslant b} (экстенсивность {\displaystyle \varphi \circ \psi }).

Композиции {\displaystyle \psi \circ \varphi } и {\displaystyle \varphi \circ \psi } оказываются монотонными, а также обладают свойством идемпотентности ({\displaystyle (\psi \circ \varphi )\circ (\psi \circ \varphi )=\psi \circ \varphi } и {\displaystyle (\varphi \circ \psi )\circ (\varphi \circ \psi )=\varphi \circ \psi }), таким образом, являются замыканиями на {\displaystyle B} и {\displaystyle A} соответственно.
Определение антимонотонного соответствия Галуа для антимонотонных функций {\displaystyle \varphi } и {\displaystyle \psi } следующему условию (Юрген Шмидт, 1953): {\displaystyle b\leqslant \varphi (a)} тогда и только тогда, когда {\displaystyle a\leqslant \psi (b)}.
По аналогии с полярами в аналитической геометрии, связанные антимонотонным соответствием Галуа функции называют полярностями.

## Монотонное соответствие Галуа
Монотонные функции {\displaystyle \gamma :A\to B} и {\displaystyle \delta :B\to A} находятся в монотонном соответствии Галуа, если выполнены следующие условия:
- {\displaystyle \gamma (\delta (b))\geqslant b},
- {\displaystyle \delta (\gamma (a))\leqslant a}.

Эквивалентным данному определению является выполнение условия, двойственного условию Шмидта для антимонотонного варианта:
{\displaystyle b\leqslant \gamma (a)} тогда и только тогда, когда {\displaystyle \delta (b)\leqslant a}, часто оно принимается за начальное определение.
В случае монотонного соответствия Галуа также говорят о сопряжённости функций, так как в теории категорий такое соответствие даёт сопряжённые функторы. В отличие от антимонотонной формы, где компоненты соответствия (полярности) симметричны, в монотонном соответствии различают верхнюю сопряжённую функцию — значения которой участвуют в условии справа в отношениях порядка (в данном определении — {\displaystyle \gamma }, и нижнюю сопряжённую — значения которой участвуют в отношениях порядка из условия слева ({\displaystyle \delta }). Иногда говорят нижней сопряжённой функции как косопряжённой (в этом случае верхняя называется просто «сопряжённой»).
Оператором замыкания в монотонном соответствии Галуа является композиция {\displaystyle \delta \circ \gamma }, при этом композиция {\displaystyle \gamma \circ \delta } замыканием не является, так для неё вместо экстенсивности выполнено обратное условие (функцию с таким набором свойств иногда называют ядерным оператором или козамыканием).

## Сопряжённые функторы
Всякое частично-упорядоченное множество {\displaystyle (A,\leqslant )} может быть рассмотрено как категория, в которой для каждой пары объектов {\displaystyle a,a'\in A} множество морфизмов {\displaystyle \mathrm {Hom} (a,a')} состоит из единственного морфизма, если {\displaystyle a\leqslant a'} и пусто в противном случае. Для категорий, порождённых таким образом из частично-упорядоченных множеств {\displaystyle A} и {\displaystyle B}, отображения {\displaystyle \gamma :A\to B} и {\displaystyle \delta :B\to A}, находящиеся в монотонном соответствии Галуа, являются сопряжёнными функторами.
Сопряжёнными функторами также являются находящиеся в антимонотонном соответствии Галуа отображения {\displaystyle \varphi :A\to B^{\mathrm {op} }} и {\displaystyle \psi :B\to A^{\mathrm {op} }} ({\displaystyle A^{\mathrm {op} }} — категория, двойственная {\displaystyle A}, то есть, полученная обращением морфизмов).

## Свойства

### Композиция соответствий
Соответствие Галуа, как в антимонотонной, так и в монотонной форме, может быть подвергнуто операции композиции — если заданы находящиеся в соответствии Галуа пары отображений {\displaystyle (\varphi _{1}:A\to B,\psi _{1}:B\to A)} и {\displaystyle (\varphi _{2}:B\to C,\psi _{2}:C\to B}, то композиция:
{\displaystyle (\varphi _{2},\psi _{2})\circ (\varphi _{1},\psi _{1})=(\varphi _{2}\circ \varphi _{1},\psi _{1}\circ \psi _{2})}
вновь является соответствием Галуа.

## Примеры

### Теория Галуа и обобщения
В теории Галуа устанавливается соответствие между системой промежуточных подполей алгебраического расширения поля {\displaystyle L\supset K} и системой подгрупп группы Галуа этого расширения.
Пример из теории Галуа может быть естественно обобщен: вместо группы автоморфизмов поля можно рассматривать произвольную группу {\displaystyle G}, действующую на множестве {\displaystyle U} отображением {\displaystyle \cdot :G\times U\to U}, и отображения между упорядоченными по включению булеанами {\displaystyle {\mathcal {P}}U} и {\displaystyle {\mathcal {P}}G}. В этом случае отображения {\displaystyle \varphi :{\mathcal {P}}U\to {\mathcal {P}}G} и {\displaystyle \psi :{\mathcal {P}}G\to {\mathcal {P}}U}, определяемые следующим образом:
{\displaystyle \varphi (X)=\{\sigma \mid u\in X\Rightarrow \sigma \cdot u=u\}} (выделяет подгруппу в {\displaystyle G}, оставляющую на месте все точки {\displaystyle u\in X} при действии {\displaystyle \cdot }),
{\displaystyle \psi (S)=\{u\mid \sigma \in S\Rightarrow \sigma \cdot u=u\}} (сопоставляет множеству {\displaystyle S\subseteq G} множество неподвижных точек автоморфизмов при действии {\displaystyle \cdot })
находятся в антимонотонном соответствии Галуа.
Следующее обобщение состоит в рассмотрении произвольных множеств, между которыми задано произвольное бинарное отношение {\displaystyle \star \subseteq A\times B} и отображений между булеанами этих множеств {\displaystyle {\mathcal {P}}A} и {\displaystyle {\mathcal {P}}B}, определяемых таким образом:
{\displaystyle \varphi (X)=\{y\in B\mid \forall (x\in X)x\star y\}},
{\displaystyle \psi (Y)=\{x\in A\mid \forall (y\in Y)x\star y\}}.
В этом случае {\displaystyle \varphi } и {\displaystyle \psi } также находятся в антимонотонном соответствии Галуа.

### Булеан и обобщения
C упорядоченным по включению булеаном произвольного множества {\displaystyle {\mathcal {P}}A} и с некоторым зафиксированным его подмножеством {\displaystyle F\subseteq A} может быть связано монотонное соответствие Галуа между отображениями {\displaystyle \varphi ,\psi :{\mathcal {P}}A\to {\mathcal {P}}A}, задаваемыми следующим образом:
{\displaystyle \varphi (X)=F\cap X},
{\displaystyle \psi (X)=X\cup (A\setminus F)}.
Такое соотношение может быть установлено в любой алгебре Гейтинга, в частности, во всякой булевой алгебре (в булевых алгебрах в терминах алгебры логики роль верхней сопряжённой функции играет конъюнкция, а нижней сопряжённой — материальная импликация).